# Culinária do Iêmen
A Culinária do Iêmen é uma das cozinhas do Oriente Médio que se caracteriza pela diversidade de ingredientes e o uso de especiarias fortes.

## Ingredientes
O zhug ou “skhug”, em hebraico, ou saḥawaq, em árabe do Iémen é um molho picante muito conhecido na cozinha iemenita elaborado com diversas especiarias, tais como cardamomo, alcaravia e coentro. Este molho costuma comer-se sobre o pão folha (comida básica no Iêmen). Outro alimento básico é o hilbeh que costuma ser servido no sul, enquanto que sua variante setentrional se denomina hulba, uma preparação baseada em feno-grego.
A carne de frango e a cordeiro são os ingredientes encontrados mais frequentemente. O peixe é também servido nas zonas costeiras. O buttermilk e iogurte são muito apreciados. O emprego de azeite na cozinha é utilizado nos pratos principais, e o semn (سمن) (manteiga clarificada) nas receitas de pasteleria.

## Pratos
O prato nacional do Iêmen é o saltah (سلطة) que possui bastantes variantes. A base do prato é um guisado de carne denominado maraq (مرق), temperado com uma pasta de feno-grego, o sahawiq (سهاويق) ou sahowqa (uma mistura de malagueta, tomate, alho e outros condimentos.) Arroz, batata, ovos e diversas verduras podem ser adicionadas. Costuma-se comer com pão folha, como o lahoh.
Outros pratos conhecidos são:
- Aseed
- Fahsa
- Thareed
- Samak mofa
- Lahm mandi
- Fattah
- Shafut
- Bint Al sahn
- Jachnun